# Expedicions dels rus al mar Caspi
Les expedicions dels rus en el mar Caspi van ser una sèrie d'atacs militars efectuats pels rus entre els anys 864 i 1041 en les costes del mar Caspi. Al principi, els rus van aparèixer a Serkland al segle ix per comerciar al llarg de la ruta del Volga, venent pells, mel i esclaus. Els primers atacs a petita escala es van produir a finals del segle ix i començaments del x. Els rus van emprendre la seva primera expedició a gran escala l'any 913; després de la seva arribada amb 500 vaixells, van saquejar Gorgan, situada al territori de l'actual Iran, i les terres properes, capturant esclaus i béns. Durant el seu retorn, els expedicionaris del nord van ser atacats i derrotats pels khàzars al delta del Volga, i els que van aconseguir escapar van acabar morts per les tribus locals del curs mitjà del Volga.
En la seva següent expedició, el 943, els rus van capturar Barda, la capital d'Arran, situada a l'actual Azerbaidjan. Els rus hi van romandre diversos mesos, assassinant molts dels habitants de la ciutat i reunint un gran botí. Finalment, una epidèmia de disenteria va obligar que partissin amb les seves riqueses. Sviatoslav, príncep de la Rus de Kíev, va estar al capdavant del següent atac, el qual va destruir l'estat khàzar el 965. La campanya de Sviatoslav va significar el domini de les rutes de comerç de nord a sud per part dels rus, fet que va ajudar a canviar la demografia de la regió. L'últim atac es va produir el 1041, quan els escandinaus encapçalats per Ingvar el Viatger van realitzar el seu intent final per restablir la ruta al mar Caspi.